# Sedlec (Starý Plzenec)
Sedlec je velká vesnice, část města Starý Plzenec v okrese Plzeň-město. Nachází se asi 1,5 km na východ od Starého Plzence. V roce 2011 ve vsi žilo 759 obyvatel.
Sedlec leží v katastrálním území Sedlec u Starého Plzence o rozloze 2,48 km². V katastrálním území Sedlec u Starého Plzence leží i Starý Plzenec.
V katastrálním území se nacházejí dva rybníky. Sídlí zde společnosti SERW Sedlec.

## Historie
První písemná zmínka o vesnici pochází z roku 1266.

## Obyvatelstvo
| Rok            | 1869 | 1880 | 1890 | 1900 | 1910 | 1921 | 1930 | 1950 | 1961 | 1970 | 1980 | 1991 | 2001 | 2011 | 2021 |
| -------------- | ---- | ---- | ---- | ---- | ---- | ---- | ---- | ---- | ---- | ---- | ---- | ---- | ---- | ---- | ---- |
| Počet obyvatel | 571  | 575  | 559  | 534  | 571  | 707  | 874  | 755  | 956  | 719  | 453  | 563  | 583  | 759  | 941  |
| Počet domů     | 52   | 63   | 63   | 65   | 68   | 79   | 122  | 159  | 159  | 171  | 123  | 203  | 215  | 244  | 308  |

## Obecní správa
Při sčítání lidu v roce 1869 Sedlec byl osadou obce Šťáhlavy v okrese Plzeň. V letech 1880–1950 byl samostatnou obcí, se kterým patřil nejprve do okresu Plzeň, ale v letech 1900–1930 v okrese Rokycany a v roce 1950 v okrese Plzeň-okolí. Od roku 1960 je částí města Starý Plzenec v okrese Plzeň-jih, ale od 1. ledna 2007 v okrese Plzeň-město.

## Pamětihodnosti
- Mohylové pohřebiště
- Slévárna